# Coelorinchus aconcagua
Coelorinchus aconcagua és una espècie de peix de la família dels macrúrids i de l'ordre dels gadiformes.

## Morfologia
- Els mascles poden assolir 39 cm de llargària total.[5][6]

## Alimentació
Menja crustacis (copèpodes, crancs, gambes, etc.).

## Hàbitat
És un peix d'aigües subtropicals que viu entre 119-450 m de fondària.

## Distribució geogràfica
Es troba a Xile (fins a 41°S) i l'Argentina (Patagònia).